# 柳驥秀
柳 驥秀（リュ・ギス、朝鮮語: 류기수、1902年または1906年9月5日 - 1986年3月29日）は、日本統治時代の朝鮮の教員、大韓民国の政治家。第2代韓国国会議員。
孫の柳基洪も国会議員。ユ・ギス（漢字同、유기수）という表記も見られる。

## 経歴
京畿道龍仁郡龍仁面出身。京城師範学校卒。解放前は初等学校で教員をしていたこともある。薬大後援会理事、農本社理事を歴任し、1950年の第2代総選挙では龍仁郡選挙区より無所属で立候補し当選した。朝鮮戦争時に貫鉄洞に身を隠していたところ、撤収中の北朝鮮側の関係者に見つかり拉致された。1956年7月から在北平和統一促進協議会の会員などを務めた後、1959年3月に咸鏡北道に追放された。1986年に老衰により80歳で死去したとされる。